# Хештгерд
Хештгерд (перс. هشتگرد‎) — город на севере Ирана, в остане Альборз. Административный центр шахрестана Саводжболаг.

## География
Город находится в центральной части Альборза, к югу от хребта Эльбурс, на расстоянии приблизительно 19 километров к северо-западу от Кереджа, административного центра провинции. Абсолютная высота — 1276 метров над уровнем моря.

## Население
По данным переписи 2006 года население города составляло 45 332 человек (23 084 мужчины и 22 248 женщин). В Хештгерде насчитывалось 12 122 семьи. Уровень грамотности населения составлял 80,52 %. Уровень грамотности среди мужчин составлял 83,4 %, среди женщин — 77,54 %.

## Транспорт
Через город проходит автотрасса, соединяющая города Казвин и Кередж.